# Concepción (Honduras)
Concepción es un municipio del departamento de Intibucá en la República de Honduras.

## Toponimia
Su nombre es en honor a la Inmaculada Concepción de María, santa de la iglesia católica.

## Límites
Está situado en un plano inclinado de norte a sur a la margen del Río Negro.
| Orientación | Límite                                         |
| ----------- | ---------------------------------------------- |
| Norte       | Municipio de San Marcos de la Sierra, Intibucá |
| Sur         | Municipio de Colomoncagua, Intibucá            |
| Este        | Municipio de Colomoncagua, Intibucá            |
| Oeste       | Municipio de Camasca, Intibucá                 |
| Oeste       | Municipio de San Francisco, Lempira            |

### Hidrografía

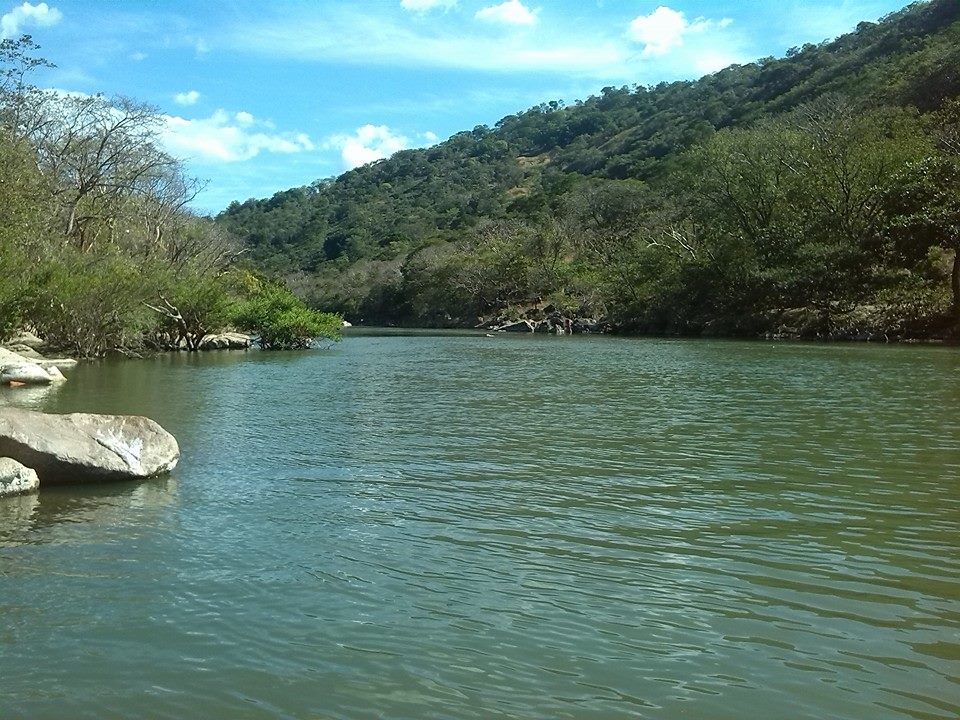
Gran Río Negro

El municipio está bañado por los ríos:
- Negro
- San Juan
- Santiago
- San Jerónimo

El río Negro nace en las montañas de Colomoncagua y Santa Elena departamento de la Paz, el río es aprovechado en la pesca artesanal, la explotación de arena, grava y como balneario turístico interno. El río San Juan sirve de línea divisoria entre Concepción y el municipio de San Francisco, departamento de Lempira, es aprovechado para la pesca artesanal, y la explotación de arena. El río Santiago forma una pequeña planada buena para la ganadería y la implementación de pequeños sistemas de riego, aprovechado también para extraer arena. El río San Jerónimo, es un río utilizado para la pesca artesanal.

### Clima

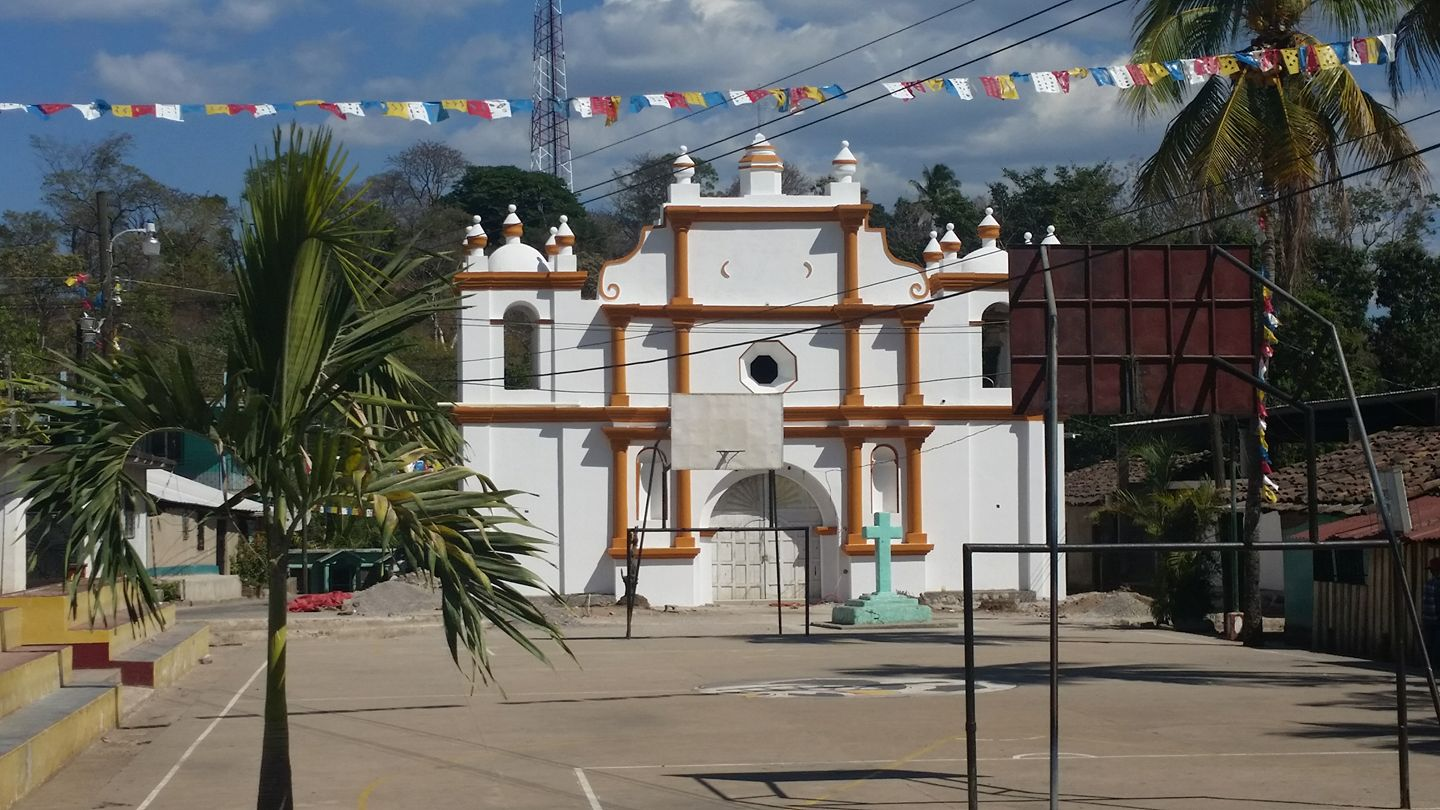
Iglesia Colonial de Concepción, Intibucá

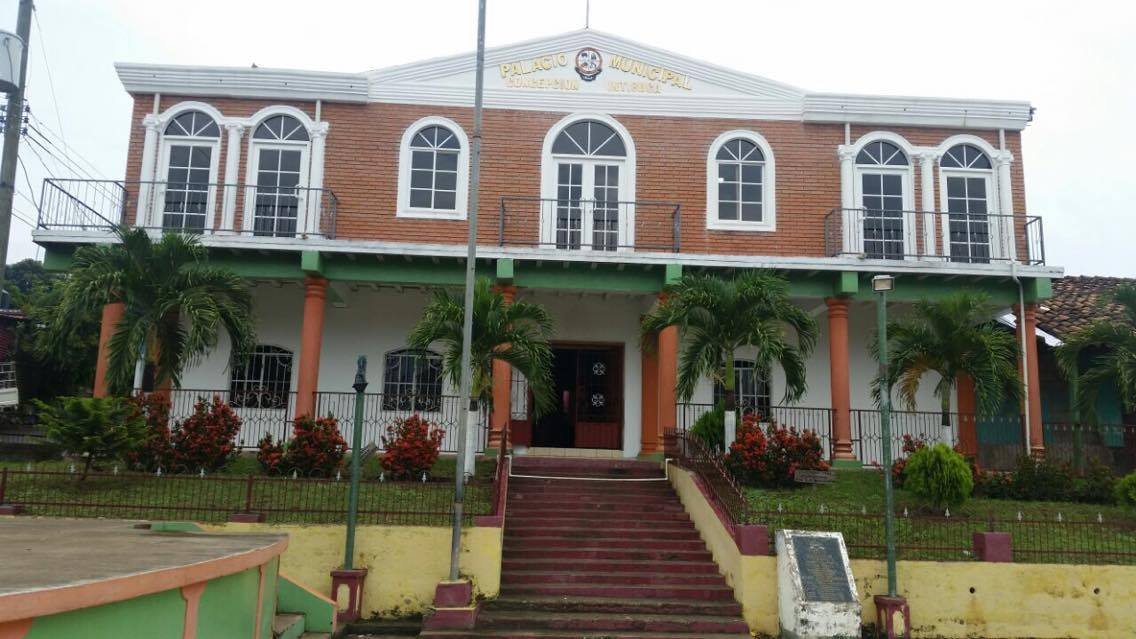
Palacio Municipal de Concepción, Intibucá

La temperatura depende del comportamiento anual de los fenómenos atmosféricos. En su mayoría la temperatura promedio al año oscila entre los 23 y 25º grados centígrados.

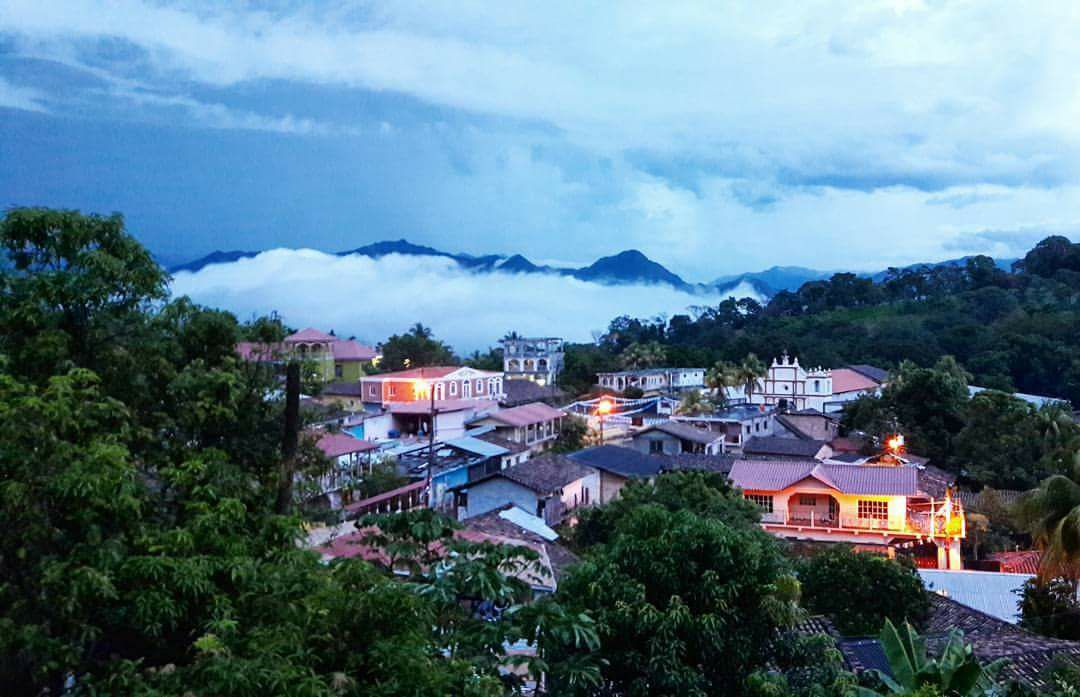
Pueblo de Concepción, Intibucá

## Historia
Según un informe del gobernador de la región Alonso de Contreras Guevara en 1582, el área se conocía originalmente como Guaraxambala, que significaba el "Gran Río Jaguar". Los habitantes originales del municipio eran los indígenas lencas. 
Los primeros españoles se establecieron en ejidos establecidos por los señores Lucas, Manuel, Cristóbal y Marcos Díaz, en la jurisdicción de Santiago. En este momento, Feliciano del Cid de Trinidad de Jiquinlaca, Antonio Santiago de la jurisdicción de San Nicolás, Faustino López de la jurisdicción de San Miguel, y Juan Bernal de Rosa, fueron los encargados de estudiar el terreno del nuevo municipio.
Concepción se convirtió en municipio en 1759, con el nombre de "Guarajambala". Su título territorial fue extendido en 1761; la Capitanía General de Guatemala lo designó como un territorio que forma parte del círculo de Camasca perteneciente a Gracias.

### Pos independencia
En 1867, el municipio pasó a llamarse Zepeda y Zepeda. En el 23 de febrero de 1904, la administración presidencial del general Manuel Bonilla nombró al municipio Concepción y lo trasladó al Departamento de Intibucá. Estos cambios fueron instituidos por la ley 440, que entró en vigencia el 1 de diciembre de ese año. El municipio tomó el nombre de la patrona del municipio, la Virgen de la Concepción.
Uno de los acontecimientos más importantes y de mayor impacto en la zona fue la guerra entre Honduras y El Salvador en el año 1969, que provocó la interrupción del comercio entre comunidades fronterizas, la situación generó inseguridad en el municipio y obstaculizó el desarrollo normal de las actividades productivas, aunque en el municipio no hubo muertos, sus habitantes vivían con el temor de que las tropas salvadoreñas se introdujeran en el territorio nacional.
Otro acontecimientos trascendente fue el golpe de Estado provocado en el año de 1963 por el coronel Oswaldo López Arellano al entonces presidente Ramón Villeda Morales, que provocó en las comunidades del municipio enfrentamientos entre los militantes de ambos partidos políticos, de esta manera también se acrecentó la hostilidad en la zona ya que se producían saqueos, asesinatos, violaciones en las viviendas de los representantes del partido contrario.
Históricamente se constatado que los primeros pobladores del municipio eran provenientes de Gracias a Dios y de otras zonas de nuestro país, las vestimentas eran sencillos, las mujeres usaban blusas bordadas en mantas y faldas con amplios pliegues y cintas de colores, los hombres usan pantalones y camisas de mantas que utilizaban solamente los días festivos para salir, en el trabajo de campo usaban la ropa más corroída; tradicionalmente se han celebrado dos ferias; una el 18 de diciembre en honor a la virgen de los remedios y la feria patronal el 8 de diciembre en honor a La Virgen de Concepción.
El comercio en Concepción se origina por iniciativa de Leónidas y Froilana Castillo, originarios de Santo Domingo Municipio de Colomoncagua y del centro de concepción, instaló una pequeña tienda, posteriormente reunió los vecinos para abrir el comercio dominical que comenzó definitivamente el 1970. Leónidas y Froilán Castillo convocaron personas de todas las aldeas para que llevaran a vender el producto cada sábado.
A inicios del siglo XIX la mayor parte de las viviendas estaban construidas de zacate y bahareque, la cabecera municipal contaba en aquel momento con 25 viviendas de las cuales 5 eran de adobe, las comunidades estaban con menos viviendas, carecían de condiciones necesarias para una vida digna, estas viviendas carecían de servicios sanitarios, las infecciones gastrointestinales eran muy comunes especialmente entre los niños que no poseían calzado, había altos niveles de desnutrición infantil y mortalidad materno infantil, puesto que no existían centros de asistencia médica, en casos de enfermedad la población preparaba su propia medicina a base de plantas medicinales, no existía acceso a la conexión de agua por tubería, la gente obtenía el recurso transportándola en baldes desde zonas lejana (ríos y pozos).
Fue hasta 1980, que a petición de algunos vecinos de la comunidad se tuvo el acceso a una avioneta para emergencias, transportaba los pacientes hacia Siguatepeque pero solo desde el casco urbano. En 1976 se asignó una enfermera en una casa particular pero sin las condiciones necesarias para dar una atención de calidad.
Anteriormente había poco acceso a la educación ya que no existían suficientes escuelas, solamente una en el área urbana, por lo tanto los niños de las comunidades estaban fuera del sistema educativo, el mayor nivel educativo al que se podía acceder era al cuarto grado, las personas que terminaban la primaria era fuera del municipio y podían trabajar como maestros.

### Alcaldes
| Período   | Nombre                           | Partido                        |
| --------- | -------------------------------- | ------------------------------ |
| 1964-1965 | Sr. Benjamín Amaya               | Partido Liberal                |
| 1971-1975 | Sr. Juan Antonio Ramos           | Partido Liberal                |
| 1985-1991 | Sr. Antonio del Cid Hernández    | Partido Liberal                |
| 1991-1994 | Sr. José Amaya Castillo          | Partido Liberal                |
| 1994-1998 | Sr. Carlos Hernán Mejía          | Partido Liberal                |
| 1998-2002 | Sr. Antonio del Cid Hernández    | Partido Liberal                |
| 2002-2006 | Prof. Alfredo Cardona            | Partido Nacional               |
| 2006-2010 | Ps. Oswaldo López                | Partido Liberal                |
| 2010-2014 | Ing. Wilmer Santos Sánchez       | Partido Nacional               |
| 2014-2018 | Ing. Julio Neyder Castillo Ramos | Partido Libertad y Refundación |
| 2018-2022 | Ing. Wilmer Santos Sánchez       | Partido Nacional               |

## Población
Tiene una población de 10.209 habitantes distribuidos 1,830 en casas habitadas.

## División Política

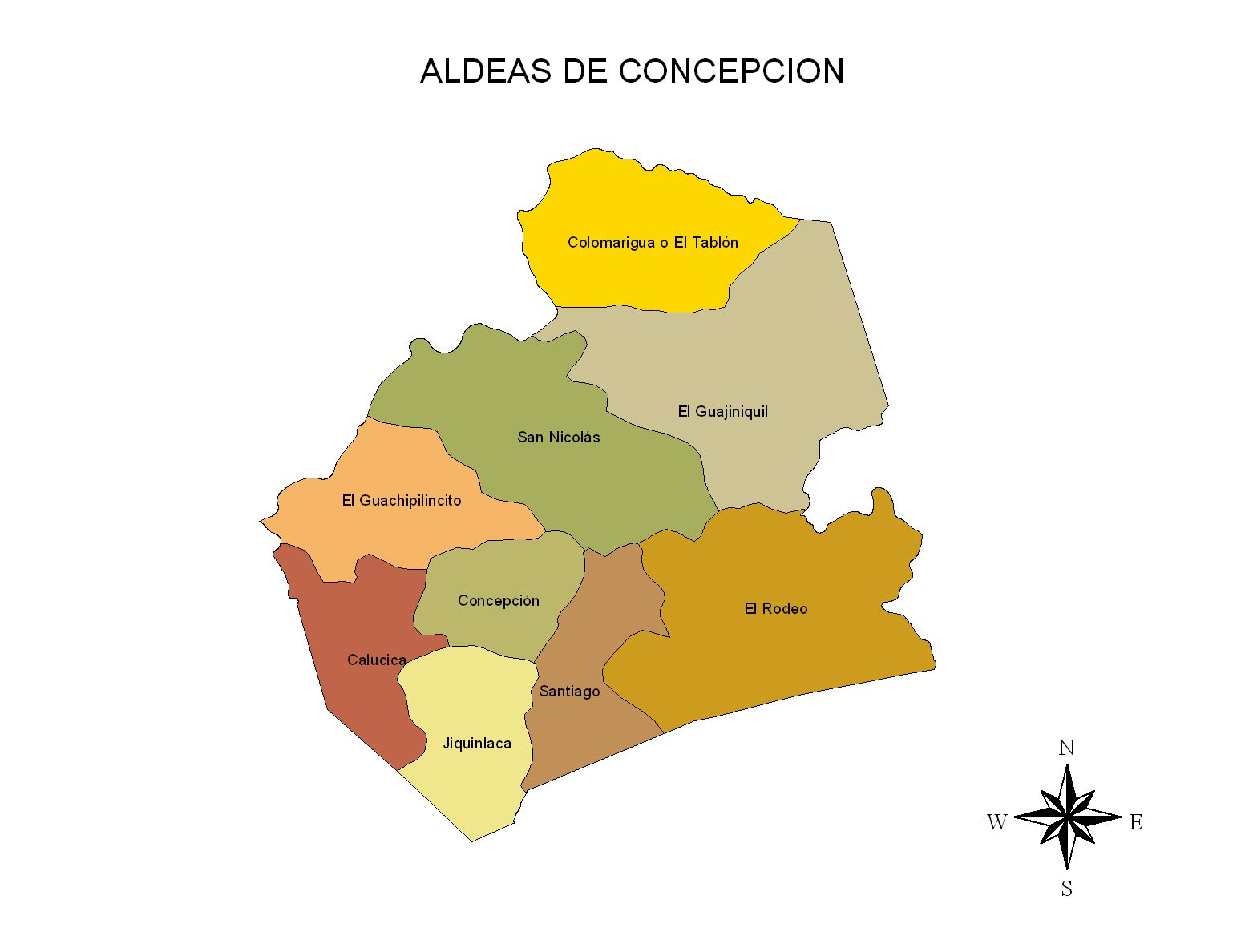
Aldeas de Concepción, Intibucá.

- Aldeas: 9 (2013)

- Caseríos: 69 (2013)

| Código | Aldea                   |
| ------ | ----------------------- |
| 100401 | Concepción              |
| 100402 | Calucica                |
| 100403 | Colomarigua o El Tablón |
| 100404 | Guachipilincito         |
| 100405 | Guajiniquil             |
| 100406 | El Rodeo                |
| 100407 | Jiquinlaca              |
| 100408 | San Nicolás             |
| 100409 | Santiago                |